# Panteó de la família Jené
El Panteó de la família Jené és una obra historicista de Cervera (Segarra) protegida com a Bé Cultural d'Interès Local.

## Descripció
Situat al cementiri de Cervera, als afores del municipi. Panteó en forma de monument commemoratiu constituït per un nínxol de secció cònica sobre el qual es disposa un basament troncocònic on hi ha una placa amb la inscripció "PROPIEDAD DE LA FAMÍLIA JENÉ, AÑO 1890". Damunt d'aquest volum, hi ha una columna d'ordre dòric rematada per una creu llatina de pedra. El nínxol està flanquejat per quatre pilarets amb coronament piramidal i delimitat per una reixa de forja amb motius vegetals i volutes.